# Marcelo Antônio da Silva
Marcelo Antônio da Silva (ur. 19 kwietnia 1972 w Apucaranie) – brazylijski duchowny katolicki, biskup pomocniczy Santo Amaro od 2023.

## Życiorys
Święcenia kapłańskie przyjął 1 listopada 1997 i został inkardynowany do diecezji Santo Amaro. Pracował jako duszpasterz parafialny, w 2019 objął także funkcję wikariusza generalnego diecezji.
15 lutego 2023 papież Franciszek mianował go biskupem pomocniczym diecezji Santo Amaro oraz biskupem tytularnym Tabaicara.
Sakry biskupiej udzielił mu 1 maja 2023 biskup diecezjalny Santo Amaro – Giuseppe Negri.